# Wawel (Unternehmen)
Wawel ist der Name eines polnischen Süßwarenherstellers, der unter anderem Schokoladen, Karamellbonbons und gefüllte Bonbons produziert.

## Geschichte
Das Unternehmen Wawel entstand 1951 nach dem Zweiten Weltkrieg als staatliches Unternehmen durch den erzwungenen Zusammenschluss der polnischen Süßwarenfabrik von Adam Piasecki und den polnischen Niederlassungen von Pischinger und Suchard. In Polen wurde Wawel zum Marktführer für Süßwaren. Im Jahr 1992 wurde das Unternehmen privatisiert, seit März 1998 werden die Aktien des Unternehmens an der Warschauer Wertpapierbörse gehandelt. 52,13 % der Anteile gehören der Hosta International AG mit Sitz in der Schweiz, die mit dem deutschen Süßwarenhersteller Hosta verbunden ist.

## Produkte
Das Unternehmen Wawel stellt zahlreiche Produkte her, darunter verschiedene Tafelschokoladen, Schokoladenriegel und Schokoladenbonbons. Besonders bekannt sind die als Krówka produzierten weichen Karamellbonbons, gefüllte Hartbonbons wie etwa Raczki, Kukułka oder Fistaszkowe oder Schokoladenbonbons mit Füllung wie etwa Michałki, Trufle oder Bakaliowy. Hinzu kommen Kakao-Getränkepulver und Fruchtgelee-Bonbons.

## Belege
1. ↑  Company's Authorities (Memento vom 25. März 2016 im Internet Archive) (englisch)
2. 1 2  Financial Information (Memento vom 25. März 2016 im Internet Archive)
3. ↑  
 Wawel S.A. (Memento vom 24. März 2016 im Internet Archive) auf www.theobroma-cacao.de
4. ↑  Akcjonariusze (Memento vom 25. März 2016 im Internet Archive) (polnisch)